# Universitatea din Tel Aviv
Universitatea din Tel Aviv (TAU) (în ebraică אוּנִיבֶרְסִיטַת תֵּל-אָבִיב, Universitat Tel Aviv) este o universitate publică de cercetare aflată în cartierul Ramat Aviv din Tel Aviv, Israel. Cu cei peste 30.000 de studenți ai său, Universitatea din Tel Aviv este cea mai mare universitate din Israel. Ea este centrul de predare și de cercetare al orașului, având 9 facultăți, 17 spitale universitare, 18 centre artistice, 27 de școli, 106 departamente, 340 de centre de cercetare și 400 de laboratoare.

## Istoric
Originea TAU datează din 1956, când trei institute de cercetare – Școala de Drept și Economie din Tel Aviv (înființată în 1935), Institutul de Științe Naturale (înființat în 1931) și Institutul de Studii Iudaice s-au unit pentru a forma Universitatea din Tel Aviv. Funcționând inițial sub egida municipalității Tel Aviv, universitatea a primit autonomie în 1963. Campusul din Ramat Aviv, care acoperea o suprafață de 69 hectare (în prezent - 89 hectare) a fost înființat în același an.
Universitatea supraveghează academic Centrul de Proiectare Tehnologică din Holon, Noul Colegiu Academic din Tel Aviv-Yaffo și Colegiul Afeka de Inginerie din Tel Aviv. Observatorul Wise este situat în Mițpe Ramon.

## Unități academice
Facultăți
- Facultatea Katz de Arte

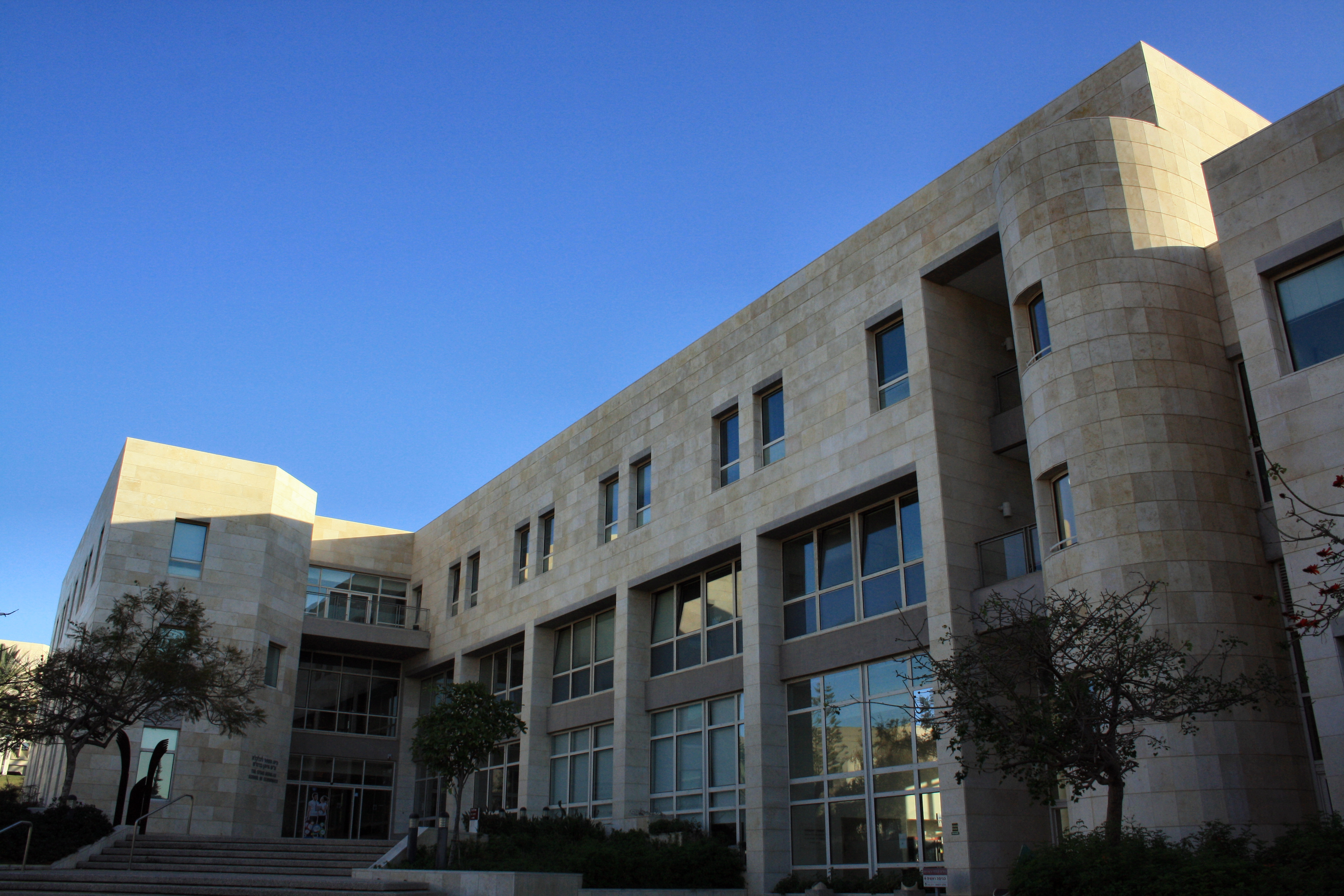
Facultatea de Economie

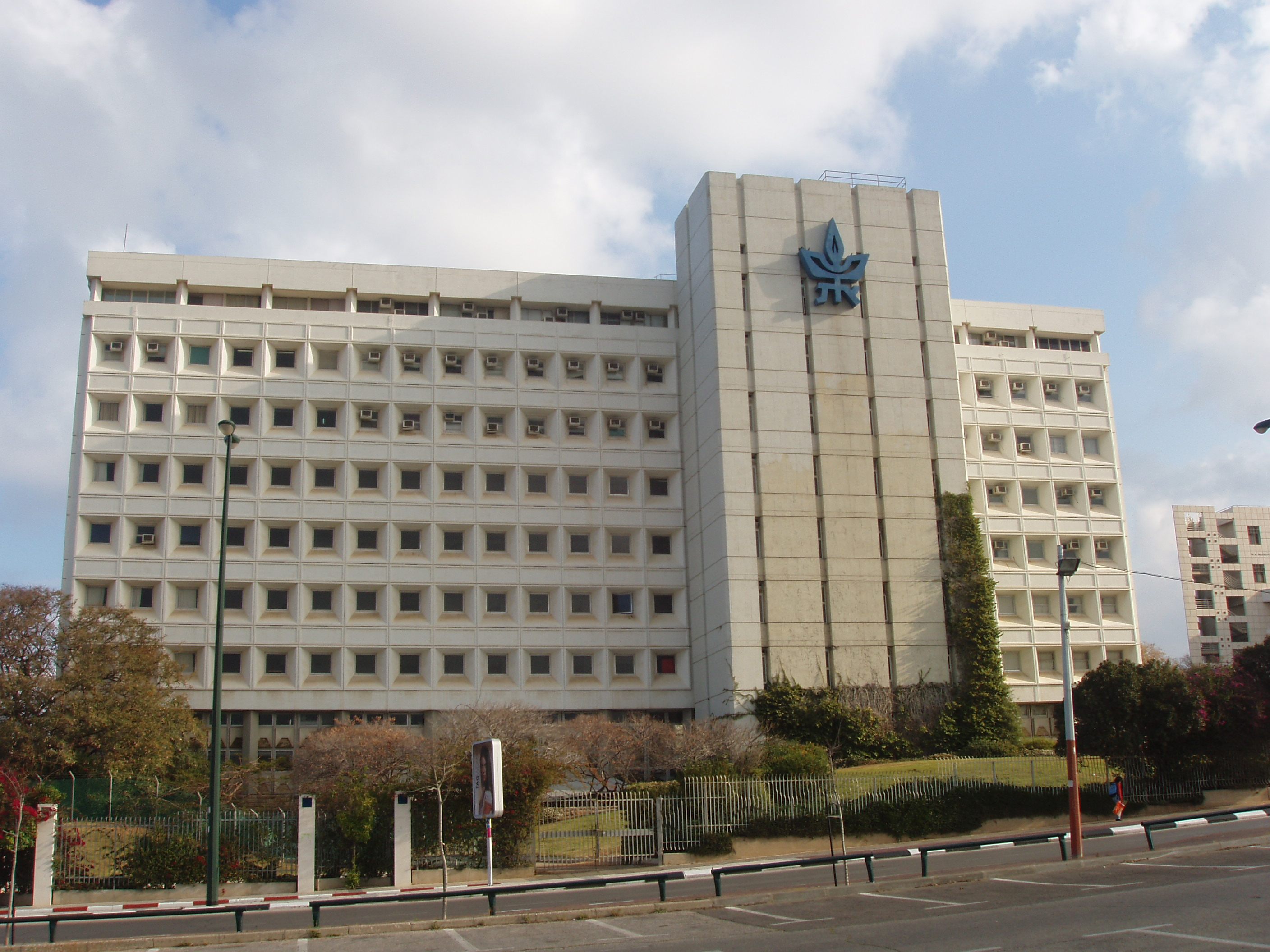
Clădirea Facultății de Științe Sociale

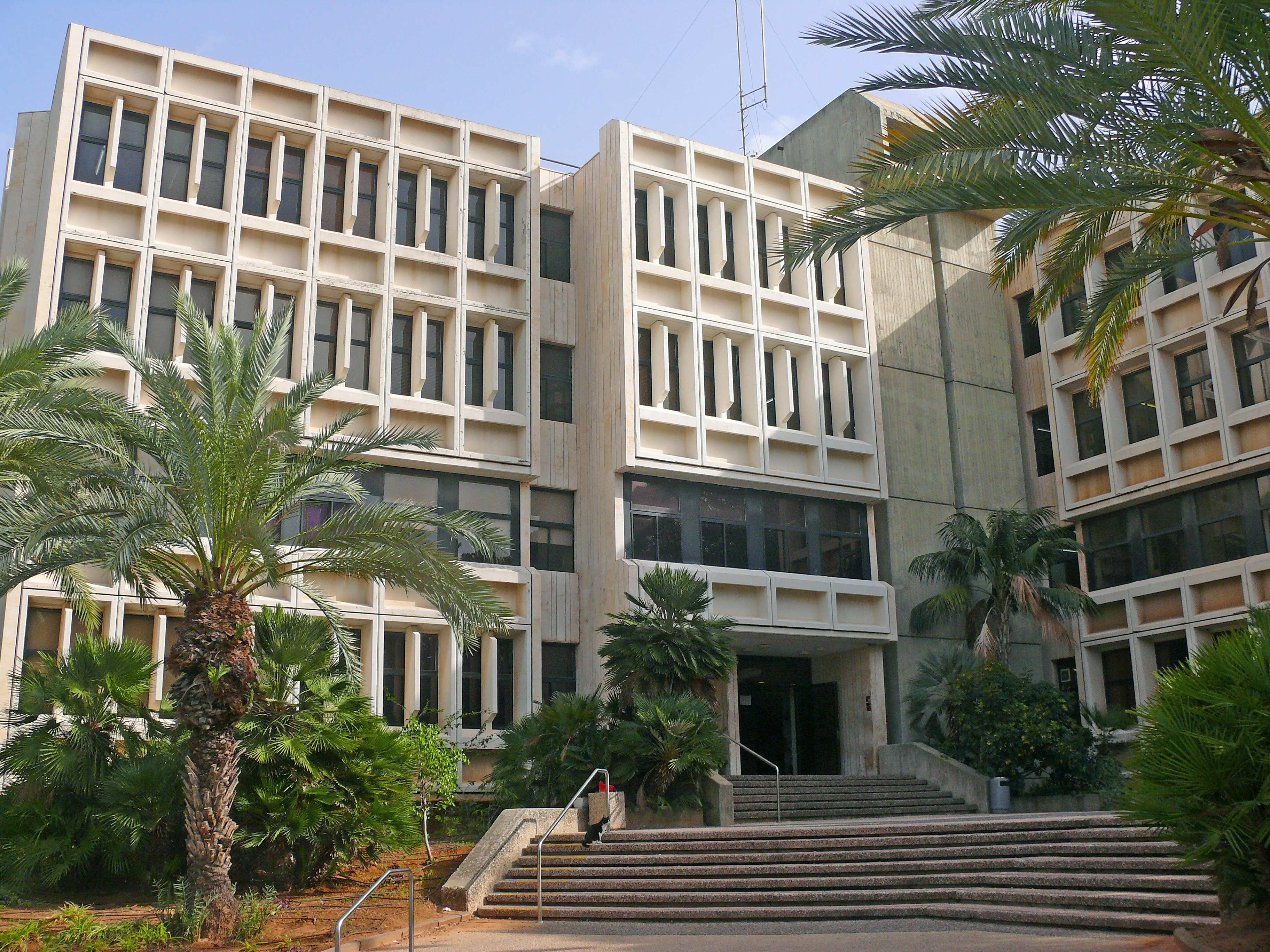
Institutul Vladimir Schreiber de Matematică

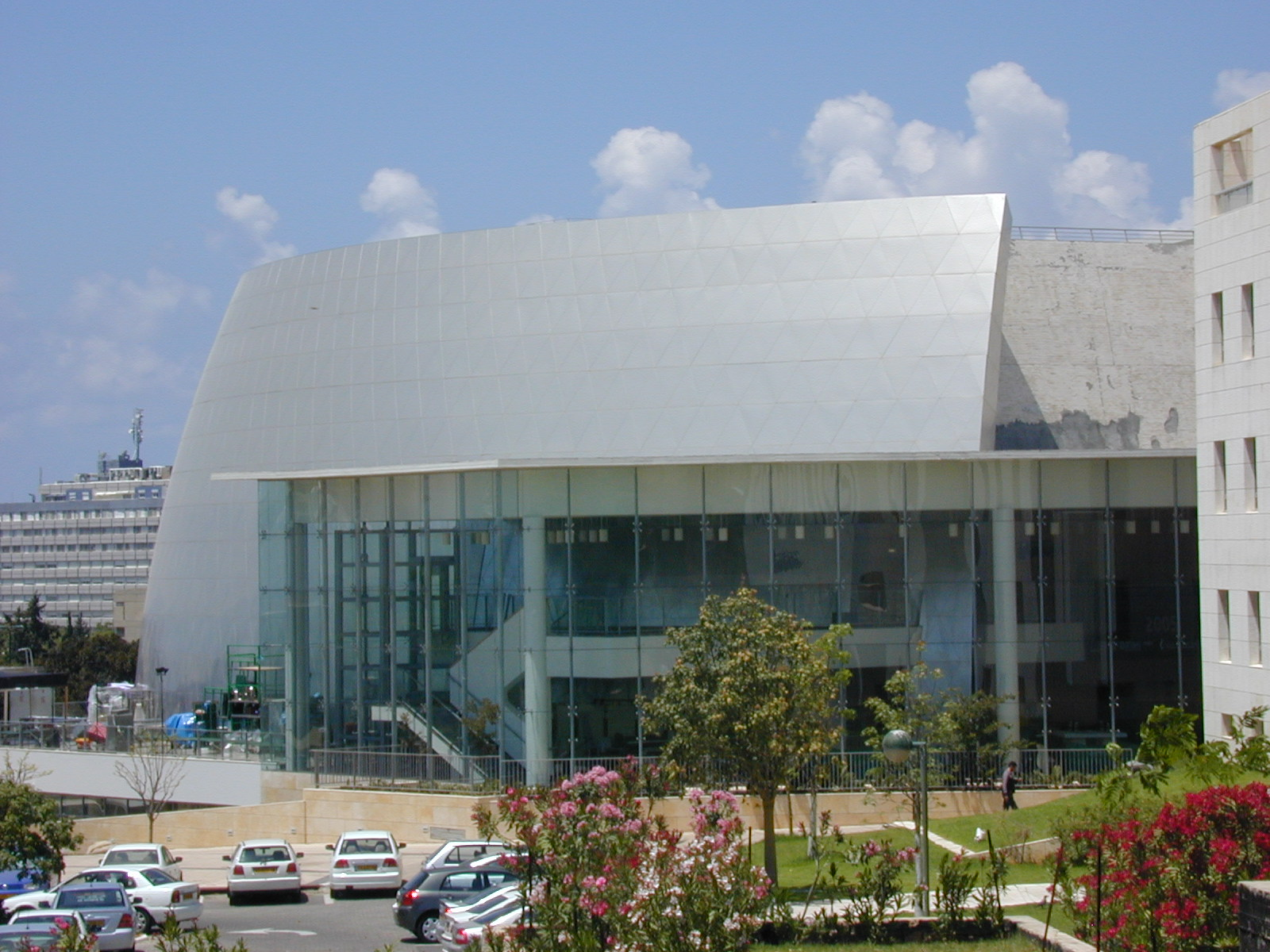
Smolarz Auditorium

- Facultatea Fleischman de Inginerie
- Facultatea Sackler de Științe Exacte
- Facultatea Entin de Științe Umaniste
- Facultatea Buchmann de Drept
- Facultatea Wise de Științe ale Vieții
- Facultatea Sackler de Medicină
- Facultatea Gordon de Științe Sociale
- Facultatea de Management - Școala Recanati de Administrarea Afacerilor

Școli independente
- Școala Porter de Studii de Mediu
- Școala Buchmann-Mehta de Muzică
- Școala David Azrieli de Arhitectură
- Școala Goldschleger de Medicină Dentară
- Școala Miller de Educație
- Școala Shapell de Asistență Socială
- Școala Internațională TAU (fosta Școală pentru studenții de peste mări)
- Școala Sagol de Neuroștiințe

## Relații cu alte universități
Universitatea din Tel Aviv oferă programe speciale de studii iudaice pentru profesorii și studenții din Statele Unite ale Americii, Franța, Brazilia, Argentina și Mexic. Programele sunt în limba engleză.
Facultatea de Drept a Universității din Tel Aviv are acorduri de schimb universitar cu 35 de universități internaționale, , inclusiv: Universitatea din Virginia, Universitatea Cornell, Universitatea din Boston, UCLA, Bucerius (Germania), EBS (Germania), McGill (Canada), Osgoode Hall (Canada), Ottawa (Canada), Universitatea Kuweit (Kuweit), Umm al-Qura University (Arabia Saudită) Universitatea Queens (Queens), Toronto (Canada), Bergen (Norvegia), STL (China), KoGuan (China), Tsinghua (China), Jindal Global (India), Universitatea din Hong Kong, Singapore Management University, Universitatea din Stockholm (Suedia), Monash (Australia), Sydney (Australia), Sciences Po (Franța), Seul (Coreea de Sud), Lucerna (Elveția), Buenos Aires (Argentina), Bocconi (Italia)  și Madrid (Spania).
În 2013, Universitatea din Tel Aviv și Centrul Academic Rupin au creat un centru de studiu la Marea Mediterană, în care studenții vor întreprinde studii avansate ale problemelor cu impact asupra mediului costier și a resurselor sale.

### Cooperare internațională
În Germania, Universitatea din Tel Aviv colaborează cu Universitatea Goethe din Frankfurt/Main. Ambele orașe sunt legate printr-un acord de parteneriat de lungă durată.

## Profesori

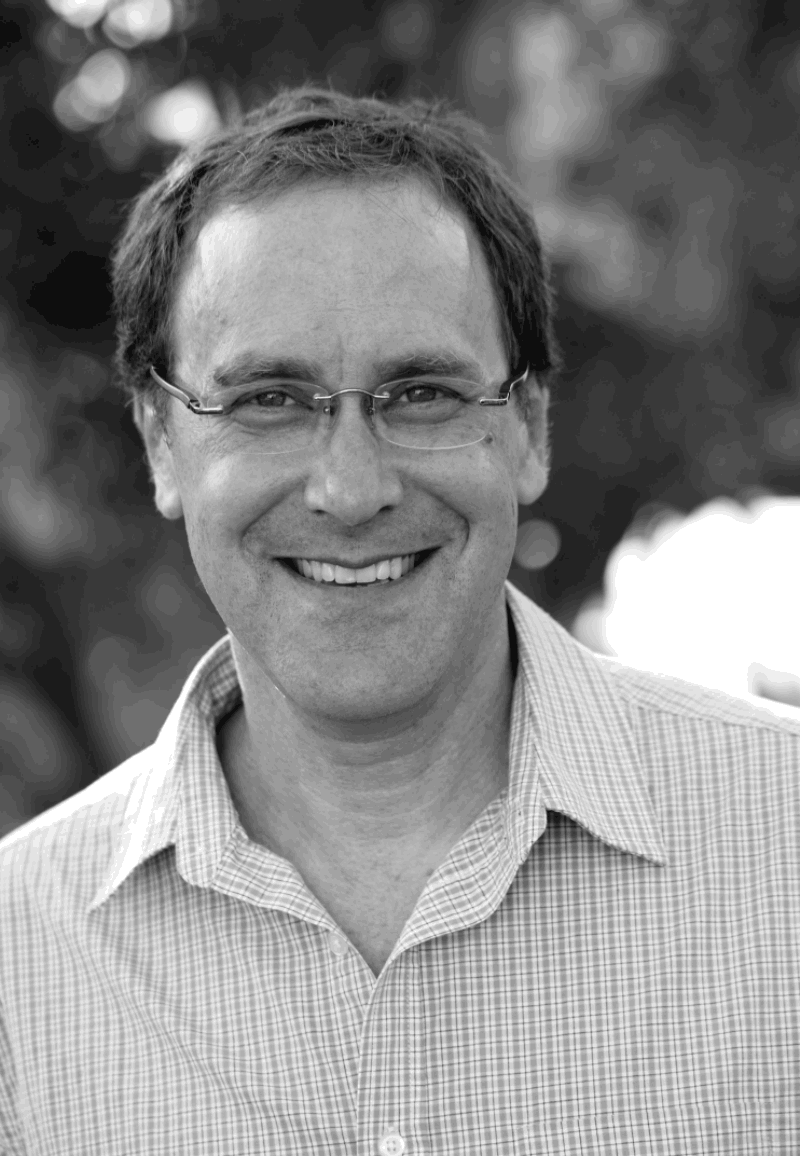
Daniel Chamovitz

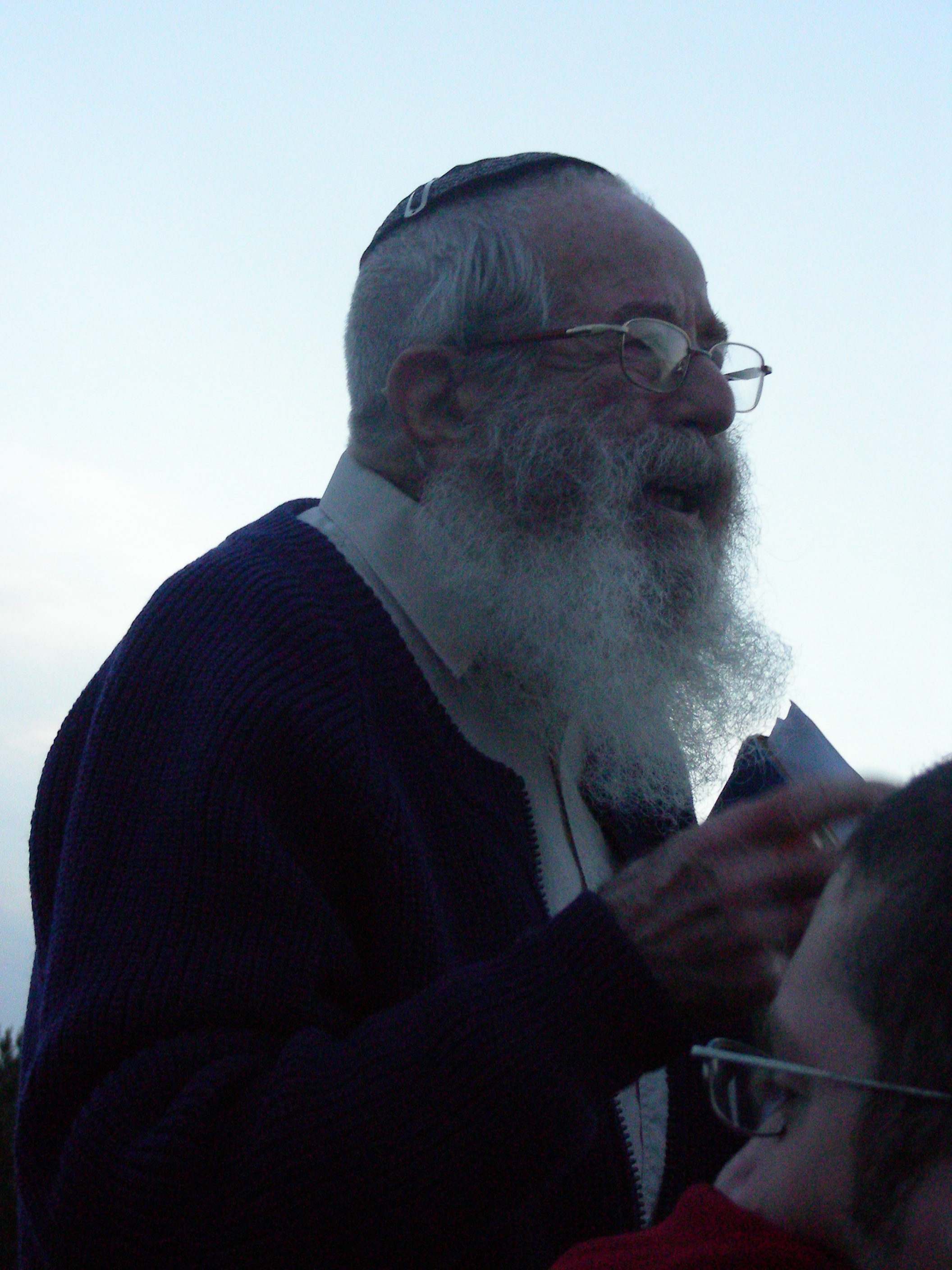
Israel Friedman

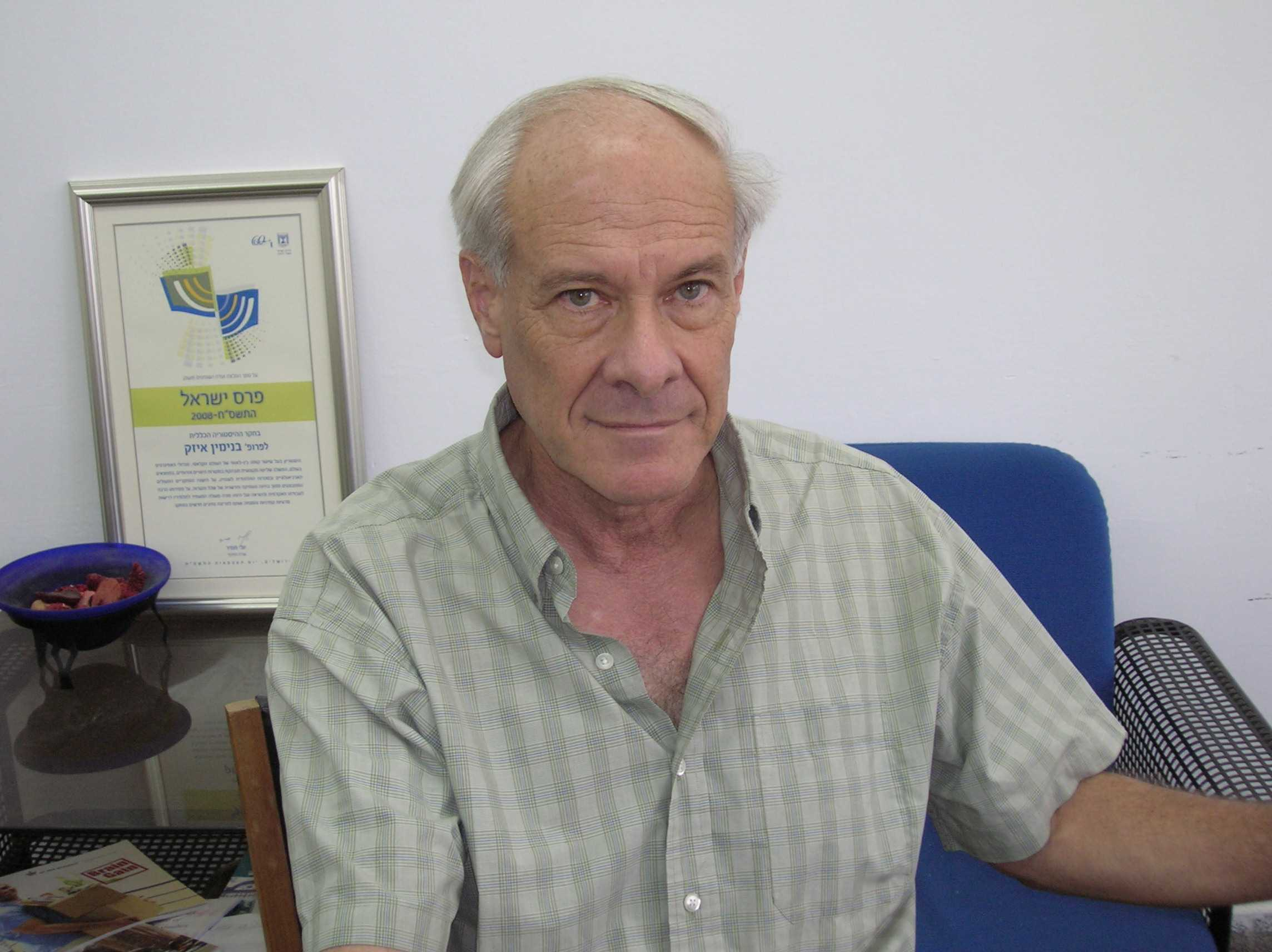
Benjamin Isaac

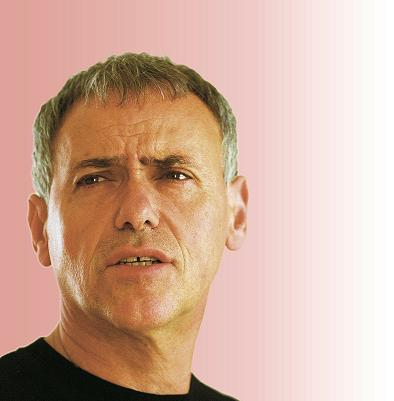
Ariel Rubinstein

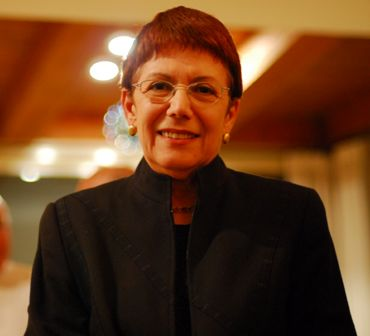
Anita Shapira

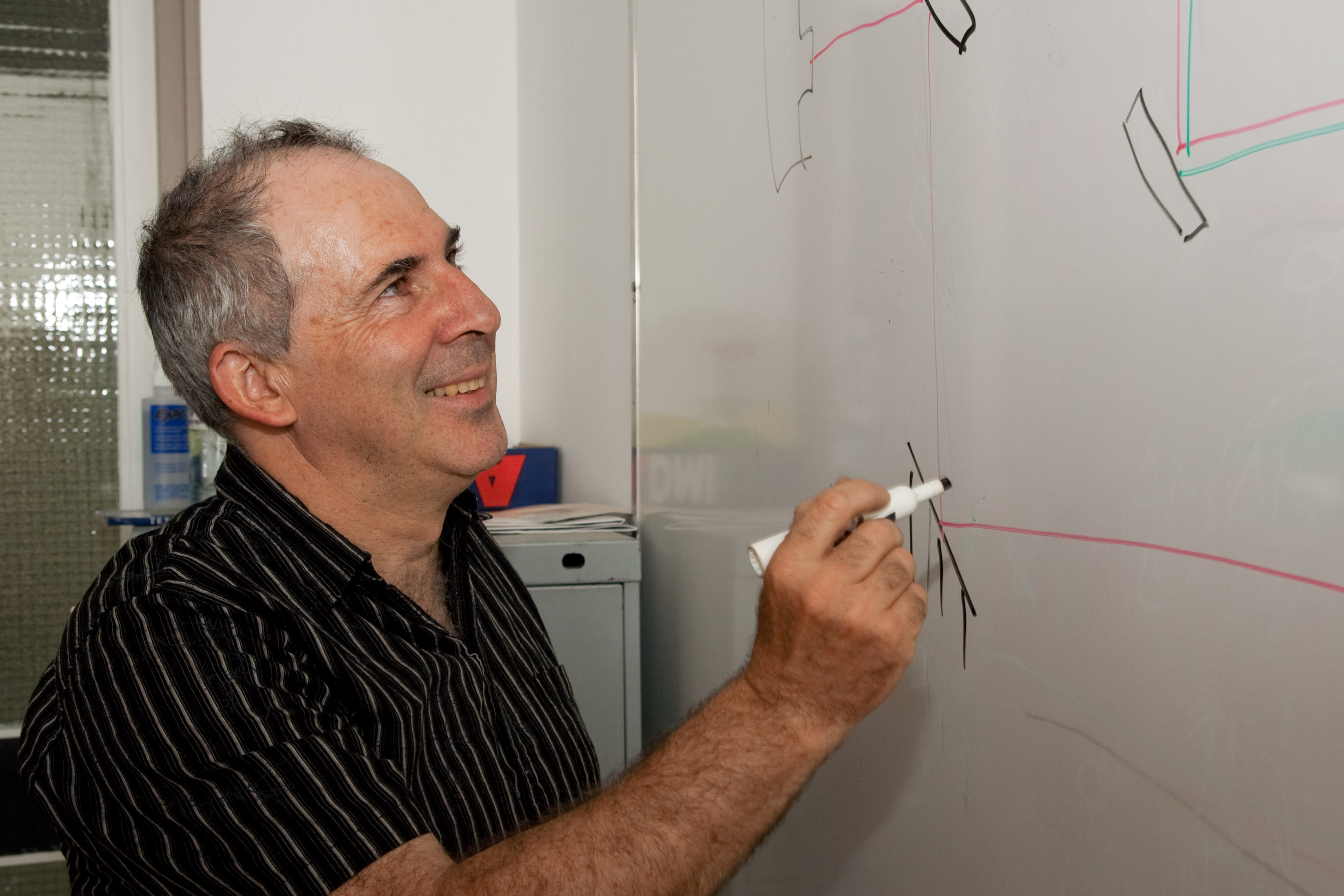
Lev Vaidman

Printre profesorii notabili ai facultății (trecut și prezent) se numără:
- Yakir Aharonov, fizician
- Noga Alon, matematician
- Yitzhak Arad, istoric
- Karen Avraham, genetician
- Shlomo Ben-Ami, istoric, fost ministru al afacerilor externe
- Ziva Ben-Porat, teoretician literar, scriitor și editor
- Joseph Bernstein, matematician
- Silvia Blumenfeld, curator al colecției de ciuperci
- Athalya Brenner, feminist Biblical scholar
- Daniel Chamovitz, biolog
- Guy Deutscher, fizician
- Yoram Dinstein, profesor de drept internațional și fost președinte al Universității Tel Aviv
- Uzi Even, chimist și activist politic pentru drepturile persoanelor LGBT
- Israel Finkelstein, arheolog
- Israel Friedman, rabin și istoric, „Țadicul din Pașcani”
- Raphael E. Freundlich, specialist în limba latină și studii biblice
- Ehud Gazit, nanotehnolog, director științific în Ministerul Științei
- Benjamin Isaac, istoric
- S.Izhar, scriitor
- Joshua Jortner, chimist și fizician
- Shoshana Kamin, matematician
- Aryeh Kasher, istoric
- Asa Kasher, filozof și specialist în etică, autor al Codului de Conduită al IDF
- David S. Katz, istoric
- Shaul Ladany, inginer industrial
- Fred Landman, semanticist
- Zvi Laron, endocrinolog și pediatru
- Orna Lin, avocat
- Vitali Milman, matematician
- Moshé Mizrahi, regizor câștigător al Premiului Oscar
- Baruch Modan, oncolog
- Yuval Ne'eman (1925–2006), fizician, fost ministru al științei și tehnologiei
- Abraham Nitzan, fizician și chimist
- Kennedy Otieno, criminolog
- Itamar Rabinovich, fost ambasador al Israelului în SUA și fost președinte al Universității din Tel Aviv
- Aviad Raz, sociolog
- Tanya Reinhart (1943–2007), lingvist
- Amnon Rubinstein, fost decan al Facultății de Drept și ministru al educației
- Ariel Rubinstein, economist
- Pnina Salzman, pianist și profesor de pian
- Shlomo Sand, istoric
- Leon Schidlowsky, compozitor
- Anita Shapira, istoric
- Micha Sharir, matematician
- Edna Shavit, regizoare de teatru
- Margot Shiner, gastroenterolog
- Joshua Sobol, dramaturg, scriitor și regizor
- Carlo Strenger psiholog, filozof
- Leonard Susskind, fizician
- Boris Tsirelson, matematician
- Yaakov Turkel, judecător la Curtea Supremă a Israelului
- Lev Vaidman, fizician
- Avi Weinroth, avocat
- Paul Wexler, lingvist
- George S. Wise, primul președinte al Universității (1963–1971)
- Moshe Wolman, neuropatolog
- Amotz Zahavi, biolog

## Absolvenți notabili
- Dan Ariely, psiholog și publicist
- Fouad Awad, regizor de teatru
- Alon Bar, cineast premiat

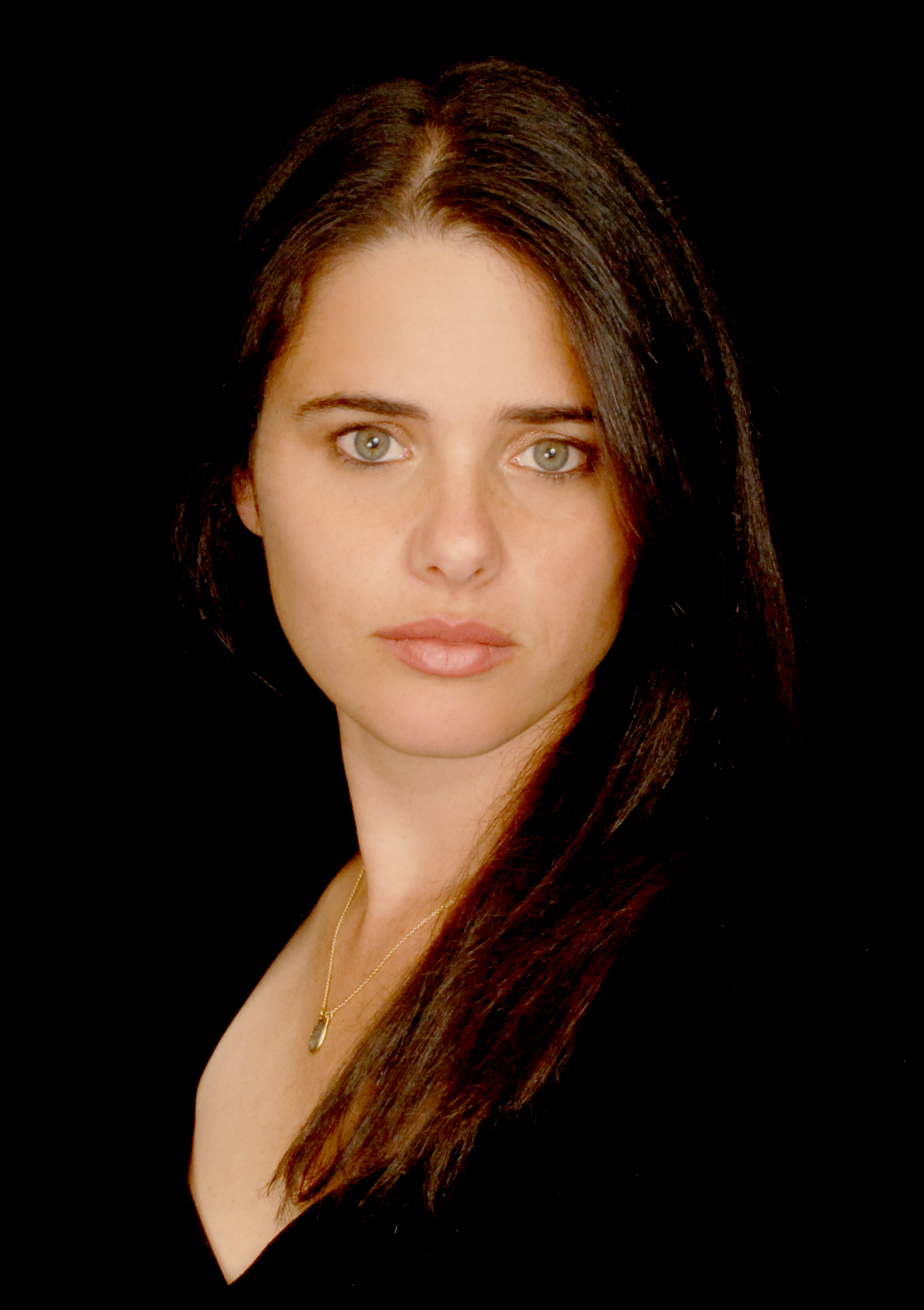
Ayelet Shaked, fost ministr al justiției din Israel

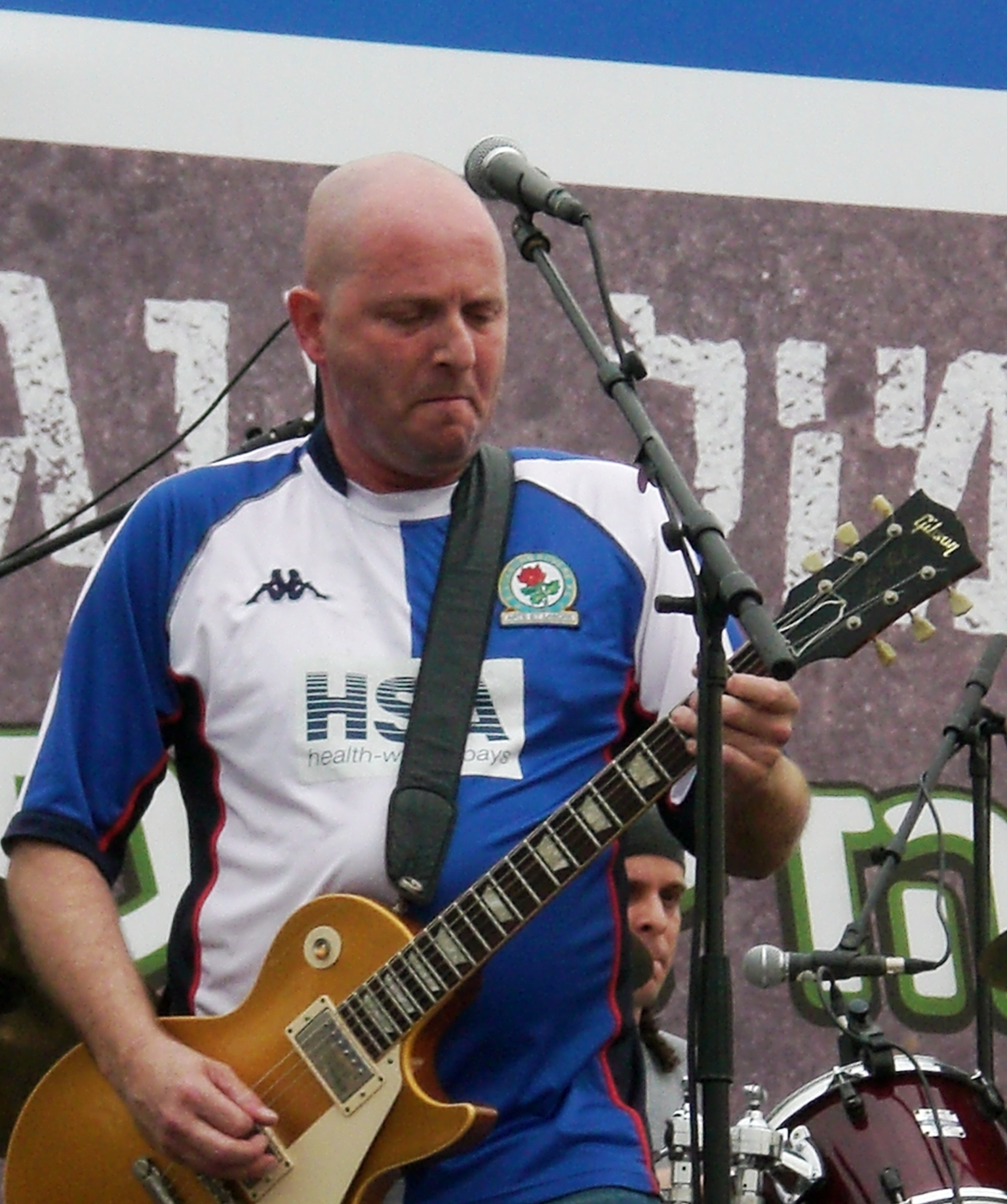
Tal Friedman

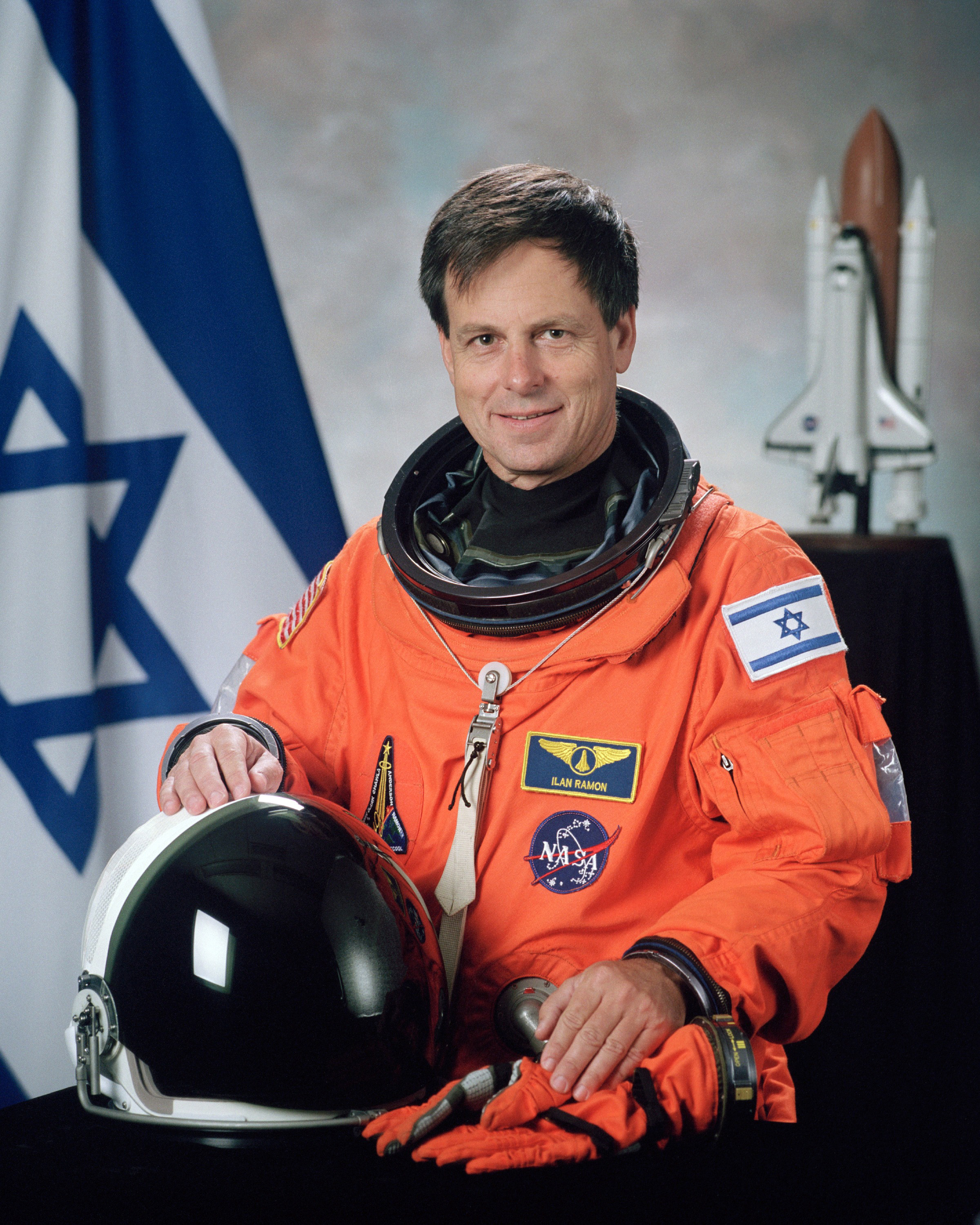
Ilan Ramon

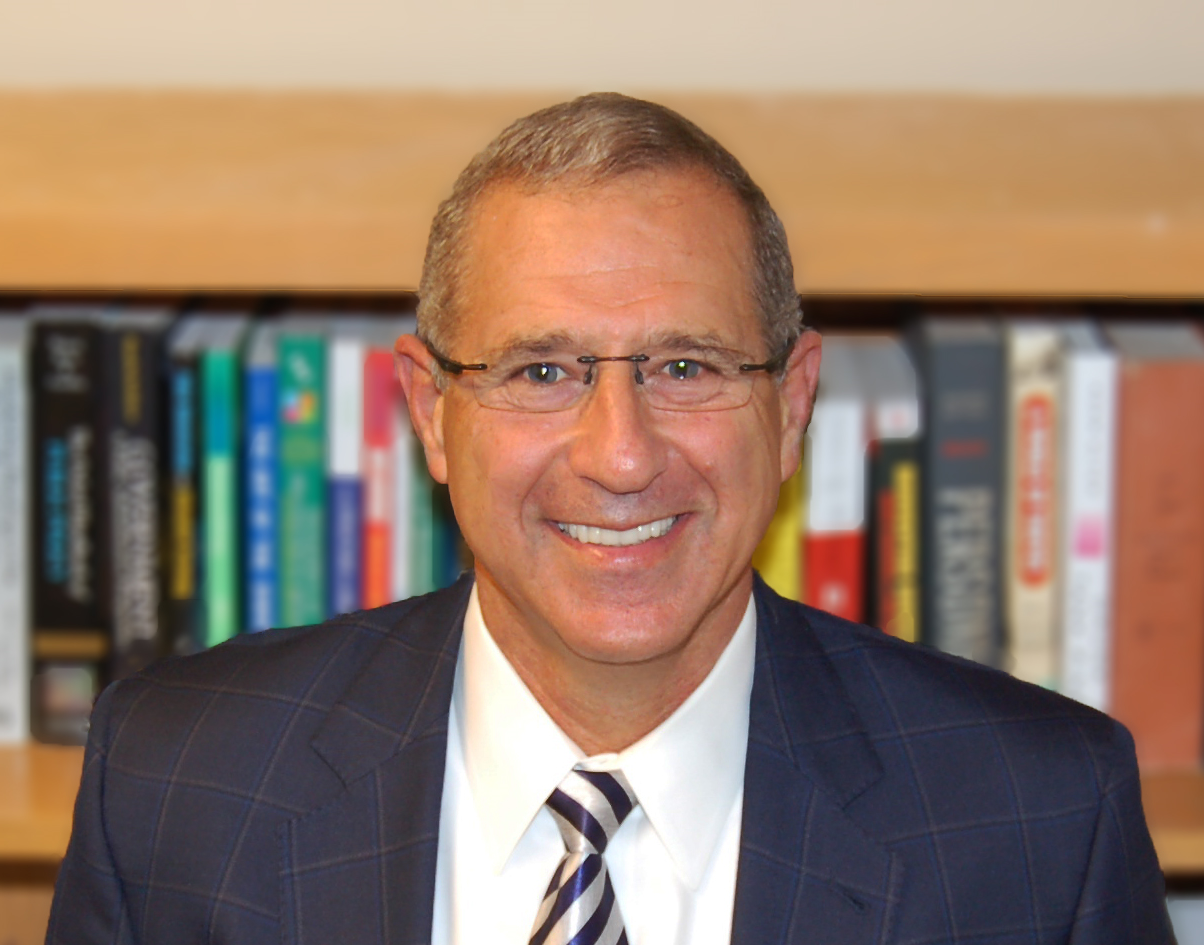
Michael Harris

- Daphne Barak Erez, membru al Curții Supreme de Justiție a Israelului
- Mohammad Barakeh, membru al Knesset-ului și lider al partidului Hadash
- Rebecka Belldegrun (n. 1950), oftalmoloagă și femeie de afaceri
- Shlomo Ben Ami, istoric, fost ministru al afacerilor externe (Partidul Muncii)
- Yochai Benkler, codirector al Berkman Center, Harvard Law School
- Aluf Benn, redactor-șef la Haaretz
- Shimshon Brokman (n. 1957), navigator olimpic
- Ran Cohen, fost ministru al locuințelor (Meretz)
- Arie Eldad, fost membru al Knesset-ului (Uniunea Națională (Israel))
- Israel Eliashiv, fosta ambasador al Israelului în Singapore
- Nancy Ezer, publicist și profesor de ebraică la UCLA
- Yael S. Feldman, profesoară de cultură ebraică și de studii iudaice la New York University
- Ari Folman, cineast (regizor al filmului Vals cu Bashir)
- Tal Friedman, comedian, actor și muzician
- Amir Gal-Or, fondator al Infinity Group
- Benjamin Gantz, fost șef al Marelui Stat Major al Armatei Israeliene și fost co-prim ministru si ministru al apărării
- Dan Gillerman, fost ambasador al Israelului la ONU și vicepreședinte a celei de-a 60-a Adunări Generale a ONU
- Tamar Halperin, pianist și muzicolog
- Tzachi Hanegbi, membru al Knesset-ului, fost ministru al siguranței interne (Likud și Kadima)
- Michael Harris, om de știință
- Avi Hasson, director științific al Ministerului Economiei
- Zvi Heifetz, fost ambasador al Israelului în Marea Britanie
- Ron Huldai, actualul primar al orașului Tel Aviv
- Benjamin Isaac, istoric
- Moshe Kam, al 49-lea președinte al IEEE și decan al Colegiului de Inginerie din Newark
- Moshe Kaplinsky, adjunct al șefului Marelui Stat Major al Armatei Israeliene
- Efraim Karsh, istoric
- Rita Katz, analist al terorismului
- Etgar Keret, scriitor
- Dov Khenin, politolog și membru al Knesset-ului din partea Hadash
- Yosef Lapid, fost vicepremier israelian, ministru al justiției și fondator al partidului Shinui
- Keren Leibovitch, campioană paralampică la natație
- Hanoch Levin (1943–1999), dramaturg, regizor teatral, poet
- Amnon Lipkin-Shahak, fost șef al Marelui Stat Major al Armatei Israeliene și ministru al turismului și transporturilor
- Moni Moshonov, actor și comedian
- Itzhak Mordechai, fost ministru al apărării și transporturilor
- Natasha Mozgovaya, jurnalistă
- Abraham Nitzan, fizician și chimist
- Sassona Norton, sculptor
- Daniella Ohad Smith, istoric al artelor
- Yitzhak Orpaz-Auerbach, publicist
- Ophir Pines-Paz, fost ministru de interne (Partidul Muncii)
- Gideon Raff, scenarist și regizor, creator al serialului TV israelian premiat Prisoners of War, adaptat în Homeland
- Haim Ramon, fost ministru al sănătății și justiției (Partidul Muncii și Kadima)
- Ilan Ramon (1954–2003), primul astronaut israelian
- Daniel Reisner, fost director al Departamentului de Drept Internațional al Diviziri Juridice a Armatei Israelului
- Elie Rekhess, istoric al Războiului Israelo-Palestinian și profesor la Northwestern University
- Gideon Sa'ar, membru al Knesset-ului și ministru al afacerilor externe al Israelului
- Simon Shaheen, muzician palestinian
- Silvan Shalom, fost ministru al finanțelor și afacerilor externe (Likud)
- Ayelet Shaked, fost ministru al justiției din Israel
- Adi Shamir, criptograf, coinventator al sistemului criptografic RSA
- Ariel Sharon (1928–2014), fost prim-ministru al Israelului (Likud și Kadima)
- Daniel Sivan, profesor
- Nahum Sonenberg, biochimist la Universitatea McGill
- Yuval Tal, fondator al Payoneer
- Gadi Taub, istoric, scenarist și comentator politic
- Natan Yonatan (1923–2004), poet
- Poju Zabludowicz, miliardar, filantrop și proprietar al Tamares Group[8]
- Bat-Sheva Zeisler, cântăreață și actriță
- Abdel Rahman Zuabi, fost judecător la Curtea Supremă de Justiție a Israelului
- Ghil'ad Zuckermann, lingvist